# San Jerónimo Ixtapantongo
San Jerónimo Ixtapantongo es una localidad del municipio de Ixtlahuaca de Rayón en el Estado de México. Se encuentra a 2650 metros sobre el nivel del mar y cuenta con una población de 3806 personas según el censo del Inegi de 2020.
Limita al norte con las localidades ixtlahuaquenses de San Lorenzo Toxico, San Ildefonso, San Joaquín el Junco y San Antonio Bonixi, y al este con el municipio de Jiquipilco, específicamente con la localidad de San Miguel Yuxtepec.

## Historia
El nombre de Ixtapantongo proviene del náhuatl, donde "Ixtapan" significa "río o humedal" y "tongo" se traduce como "pequeño". Por lo tanto, Ixtapantongo se interpreta como "pequeño Ixtapan". Esta denominación hace referencia a su locación cercana al río Lerma y probablemente se deba a que fue una población post colonial, ya que el resto de sus vecinos llevan nombres en mazahua (la lengua autóctona de la zona) o en español.
Su nombre al igual que Ixtlahuaca se debe probablemente a que fue una población fundada con apoyo mexica o tlaxcalteca, ya que era común que estos pueblos en apoyo a los españoles para la evangelización y fundación de ciudades, tomaran lugares para asentarse junto con ellos o los nombraran, esto como el caso de Mazatlán en el norte de México.
Esto se refuerza dada la investigación de Antonio de Jesús Enríquez Sánchez en el libro "Ixtlahuaca: cuadernos municipales"  donde la localidad aparece en los libros de consulta novo hispanos hasta 1569, una vez ya se establecieron y se eliminaron algunas localidades que dieron paso a las actualmente conocidas.